# Chiesa ortodossa bielorussa
La chiesa ortodossa bielorussa (in bielorusso: Беларуская праваслаўная царква; in russo: Белорусская Православная Церковь) è la principale Chiesa ortodossa presente in Bielorussia ed insieme la più grande organizzazione religiosa nel paese. Dall'ottobre del 1989 essa costituisce l'Esarcato bielorusso del Patriarcato di Mosca (in bielorusso: Беларускі Экзархат Маскоўскага Патрыярхату; in russo: Белорусский экзархат Московского Патриархата), istituzione canonica che riunisce le eparchie ortodosse russe nel territorio della Bielorussia.
Dal 25 agosto 2020 il primate della Chiesa ortodossa bielorussa è Beniamino o Venjamin (al secolo Vital' Ivanavič Tupeka), metropolita di Minsk e Zasłaŭje e esarca patriarcale di tutta la Bielorussia.

## Organizzazione

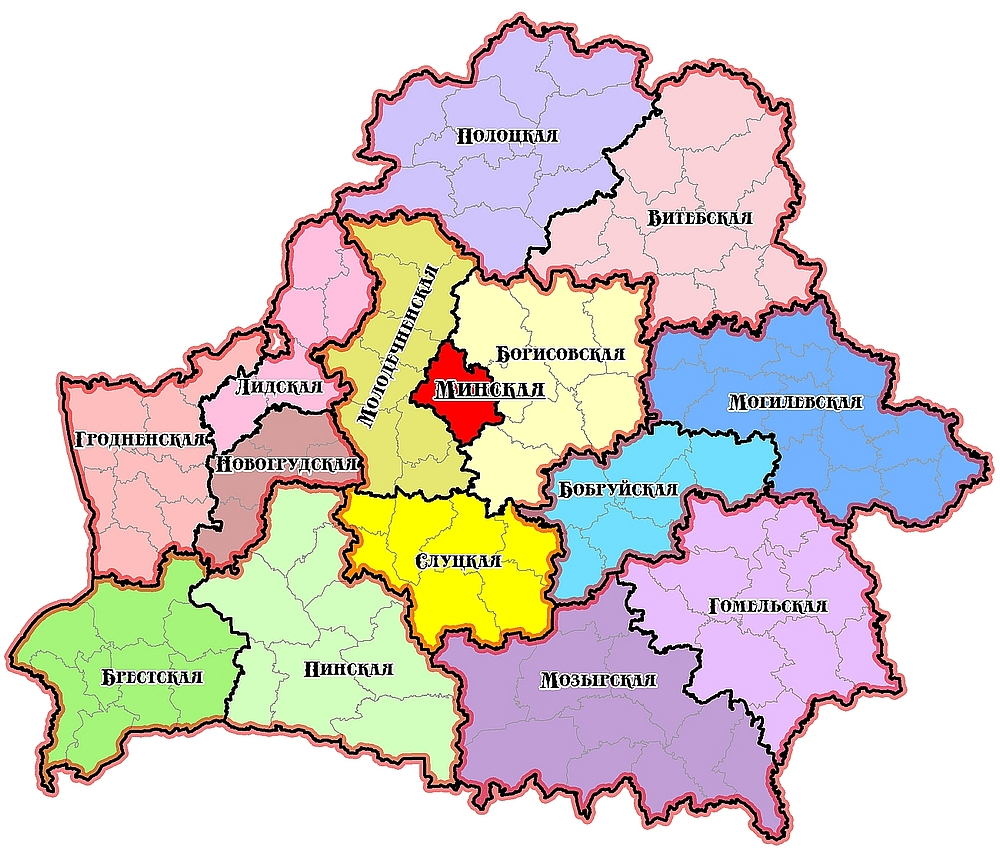
Mappa dell eparchie ortodosse bielorusse.

La Chiesa ortodossa bielorussa è organizzata in 15 eparchie. Le eparchie di Minsk, Barysaŭ, Maladzečna e Sluck costituiscono una entità distinta, la "metropolia di Minsk", istituita nel 2014.
| Eparchia   | Sede       | Anno erezione | Sito ufficiale     |
| ---------- | ---------- | ------------- | ------------------ |
| Minsk      | Minsk      | 1793          | pravminsk.by       |
| Babrujsk   | Babrujsk   | 2004          | bobruisk.hram.by   |
| Barysaŭ    | Barysaŭ    | 2014          | borisoveparhia.by  |
| Brėst      | Brėst      | 1990          | pravbrest.by       |
| Vicebsk    | Vicebsk    | 1563          | vitprav.by         |
| Homel'     | Homel'     | 1990          | eparhiya.by        |
| Hrodna     | Hrodna     | 1900          | orthos.org         |
| Lida       | Lida       | 2014          | lida-eparhia.by    |
| Mahilëŭ    | Mahilëŭ    | 1632          | mogeparhia.by      |
| Maladzečna | Maladzečna | 2014          | molod-eparchy.by   |
| Navahrudak | Navahrudak | 1415          | eparhia.by         |
| Pinsk      | Pinsk      | 1328          | pinskeparh.by      |
| Polack     | Polack     | 992           | eparhia992.by      |
| Sluck      | Sluck      | 2014          | sluck-eparchiya.by |
| Turaŭ      | Mazyr      | 1005          | turov.by           |

## Metropoliti ed esarchi di Bielorussia
Elenco dei metropoliti di Bielorussia dal 16 ottobre 1989, giorno in cui il Santo Sinodo della Chiesa ortodossa russa ha istituito l'esarcato patriarcale di Bielorussia:
- Filarete (Kirill Varfolomeyevich Vakhromeev) † (16 ottobre 1989 - 25 dicembre 2013 dimesso)
- Paolo (Georgiy Vasilevich Ponomaryov) (25 dicembre 2013 - 25 agosto 2020 dimesso)
- Beniamino (Vitaly Ivanovich Tupeka), dal 25 agosto 2020